# 卡帕奇卡區

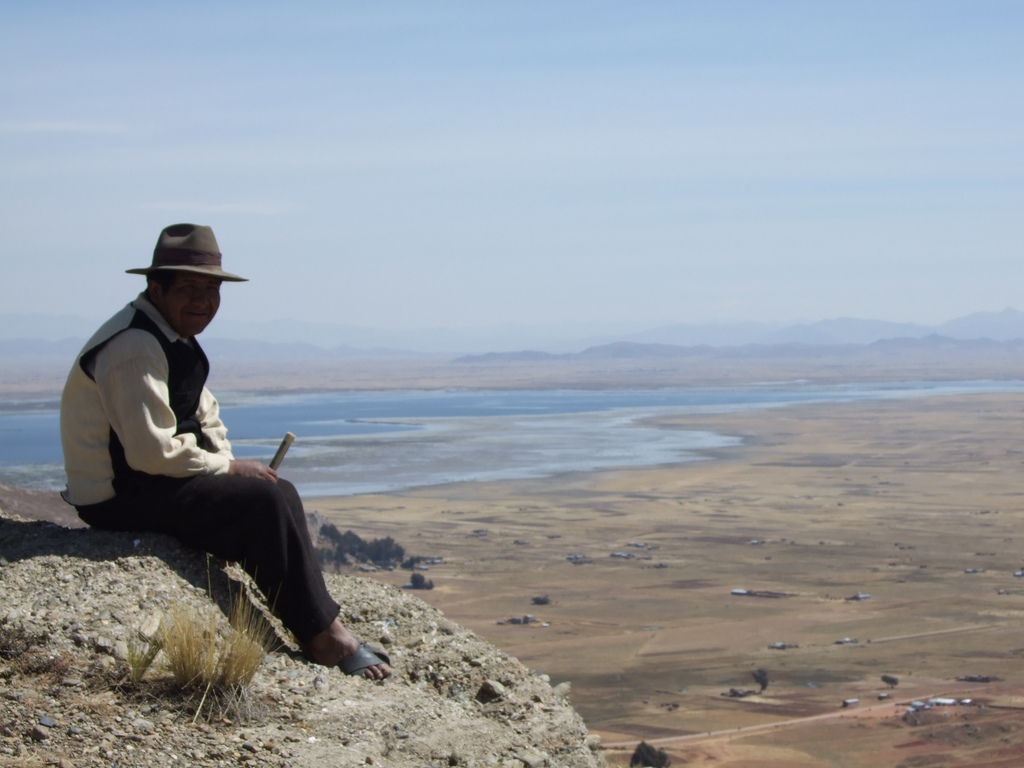

卡帕奇卡區（西班牙語：Distrito de Capachica），是秘魯的一個區，位於該國東南部普諾大區的普諾省，面積117.06平方公里，海拔高度3,860米，2005年人口10,320，人口密度每平方公里88人。